# Giancarlo Centi
Giancarlo Centi (L'Aquila, 14 maggio 1959) è un allenatore di calcio, dirigente sportivo ed ex calciatore italiano, di ruolo mediano, bandiera del Como per molti anni.

## Carriera

### Giocatore

#### Gli inizi e il passaggio all'Inter
Cresciuto nella squadra dell'Oratoriana, nella sua città natale, Centi iniziò la sua carriera in Serie D, nel Sulmona, stagione 1975-1976. Giocava sia con la squadra Berretti che con i titolari, coi quali ha totalizzato 17 presenze, facendo una buona impressione agli osservatori dell'Inter, che decisero di proporgli il trasferimento a Milano.
Passò così in nerazzurro, coronando un suo sogno di ragazzo, ma vi restò solo una stagione, nel 1976-1977, giocando con la squadra Primavera ma non trovando spazio in prima squadra. A fine stagione la società lo girò al Como.

#### Ilgrande saltoal Como
Centi approdò in riva al lago nell'ottobre del 1977. Il Como era in Serie B e stava lottando per non retrocedere; in quella difficile situazione il contributo del giovane mediano, 13 presenze, non fu sufficiente per evitare la caduta in Serie C1. Ben tre diversi allenatori si alternarono sulla panchina del club (Gennaro Rambone, Luis Suárez e Narciso Pezzotti) senza migliorarne le fortune.

Centi (accosciato, secondo da destra) nel Como del 1978-1979

Nella stagione successiva Centi fu confermato e totalizzò ancora 13 presenze. La squadra guidata da Giuseppe Marchioro vinse il girone A di Serie C1, risalendo immediatamente in Serie B. Qui, nel 1979-1980, Giancarlo Centi s'impose titolare, giocando tutte e 38 le partite di campionato, conclusosi con la promozione in Serie A. Grazie a questo "grande salto" il Como ritornò in massima serie e Centi vi esordì il 14 settembre 1980, al Sinigaglia contro la Roma (0-1). Giocò tutte le trenta partite di campionato e segnò anche la sua prima rete in carriera tra i professionisti, il 23 novembre 1980 contro la Fiorentina nella partita vinta dai comaschi per 2-1. Nella stessa stagione fece pure il suo esordio in Coppa Mitropa, che il Como perse per differenza reti a favore del Tatran Prešov, e nel Torneo di Capodanno.
Nell'estate del 1981, dopo aver chiuso il campionato al 13º posto, conquistando la permanenza in massima serie, riprovò l'esperienza in nerazzurro.

#### Di nuovo all'Inter e poi in Campania
Di ritorno a Milano, l'esordio assoluto di Centi con la maglia della Beneamata avvenne il 23 agosto 1981 in una trasferta di Coppa Italia contro il Pescara, vinta 4-0. Nella coppa nazionale giocò altre sei partite, compresa la finale d'andata contro il Torino, il 5 maggio 1982 a San Siro, subentrando a Salvatore Bagni all'86º minuto.

Centi (accosciato, secondo da destra) nell'Avellino del 1982-1983

Pochi giorni più tardi, il 16 maggio, giocò l'ultima partita di campionato contro l'Avellino (2-1). A fine stagione l'Inter lo cedette proprio ai lupi campani. Il suo score personale fu di 24 presenze in Serie A, con un gol e tre presenze in Coppa UEFA. Coi biancoverdi giocò 23 partite nella stagione 1982-1983, chiusa al 9º posto, e 7 in Coppa Italia.

#### Il ritorno a Como
Nell'estate del 1983 si aprì l'ultimo capitolo della sua carriera, un capitolo che sarà molto lungo, ben 8 stagioni a Como. I lariani erano reduci dalla sconfitta negli spareggi con Catania e Cremonese e si apprestavano a disputare un'altra stagione in Serie B. Guidati da Tarcisio Burgnich in panchina gli azzurri chiusero al 2º posto ottenendo la promozione in Serie A. Centi fu in campo in 28 occasioni.
Nel 1984-1985 Centi ed il Como si riaffacciano in A. Il mediano abruzzese fu in campo 28 volte, segnando anche un gol, il primo per lui con la maglia del Como, nella trasferta dell'Olimpico contro la Lazio, gara persa 3-2. In quella stagione i lariani stabilirono il record del minor numero di gol subiti in casa nei tornei di Serie A a 16 squadre: soltanto 2, uno dei quali su calcio di rigore.

Centi (a sinistra) al Como nel 1987, alle prese con il bresciano Gentilini.

Nella stagione seguente il Como concluse il torneo al 9º posto e raggiunse le semifinali di Coppa Italia. Centi giocò 24 partite in campionato. A causa dell'arrivo di Dirceu perse la fascia di capitano in favore del brasiliano, diventando "vice" e provocando la rabbia di Antonio Tempestilli, che era il precedente vice-capitano. Identico piazzamento nel 1986-1987, stagione nella quale il capitano comasco disputò 27 incontri.
Nel 1987-1988 il Como chiuse all'11º posto, ottenendo la matematica salvezza soltanto all'ultima giornata, contro il Milan campione d'Italia. Giancarlo Centi giocò 29 partite su 30, nell'ultima stagione con 16 club prima dell'espansione della Serie A a 18 formazioni. E proprio il primo torneo con la nuova formula fu fatale agli azzurri, retrocessi all'ultimo posto della Serie A 1988-1989. In quella stagione furono 30 le presenze del capitano.
Di nuovo in Serie B, il torneo 1989-1990 segnò la seconda retrocessione di fila per la squadra lombarda. Furono 23 le partite nelle quali Centi fu in campo e, suo malgrado, il 19º posto finale significò il ritorno in Serie C1 dopo più di dieci anni.
Rimase nella rosa azzurra per il torneo di Serie C1 1990-1991, totalizzando 32 presenze in 34 giornate e segnando anche un gol, il suo unico nella terza serie nazionale, il 6 gennaio 1991 a Casale Monferrato contro la squadra locale. Arrivato a pari punti con il Venezia, il Como fu sconfitto nello spareggio di Cesena (2-1) e perse la promozione in Serie B. Fu questa l'ultima partita in carriera per Giancarlo Centi, che si ritirò a 31 anni dopo aver collezionato, in queste ultime otto stagioni, oltre 200 gare di campionato. Egli detiene a tutt'oggi il record di presenze con la maglia dei lariani in partite ufficiali, mentre è secondo a Bruno Ballarini (350) per quanto riguarda le presenze nel solo campionato (334). Detiene anche il record assoluto di presenze in Serie A con la maglia lariana, 168 tra il 1980 ed il 1989.

### Allenatore
Dopo il ritiro collaborò con il settore giovanile del Como, sotto la responsabilità di Mino Favini. In un'occasione sedette anche sulla panchina della prima squadra, nella sfortunata stagione 1997-1998 in Serie C1, che vide i lariani cambiare ben 4 volte allenatore (Mario Beretta, Enrico Catuzzi, nuovamente Beretta e, dalla 25ª giornata, Giancarlo Centi) e salvarsi all'ultima giornata. Esordì il 15 marzo 1998 (Como-Saronno 0-2) e portò gli azzurri alla salvezza con la vittoria, il 17 maggio, in casa del Fiorenzuola (1-0).
Dopo il fallimento della società lariana lavorò nel settore giovanile del club rifondato in Serie D e, successivamente, come osservatore per l'Inter. Dal 2012 al 2014 ha raggiunto Favini all'Atalanta.
Il 16 maggio 2014 è tornato a far parte dello staff tecnico del Calcio Como, ricoprendo il ruolo di coordinatore tecnico della prima squadra e di tutto il settore giovanile. Nel luglio del 2017, dopo il fallimento del club, la FIGC ha escluso il Como dai campionati professionistici e svincolato i giocatori sotto contratto.
Il 21 agosto 2017 viene ufficializzato dalla nuova proprietà del Brescia, acquistato da Massimo Cellino, come responsabile del settore giovanile subentrando a Lionello Manfredonia.
Dopo due anni, Centi ritorna in riva al Lario con lo stesso incarico venendo richiamato dalla nuova proprietà del club azzurro.

## Palmarès

### Giocatore
- Coppa Italia: 1

Inter: 1981-1982
- Campionato italiano di Serie B: 1

Como: 1979-1980
- Campionato italiano Serie C1: 1

Como: 1978-1979 (girone A)